# 郭坤仁
郭坤仁（1950年—），筆名凌耿，福建廈門人，小說家、科技公司企業家、工程師。
文化大革命時就讀於廈門第八中學，成為紅衛兵，於1968年7月19日與兄長郭坤中自廈門游泳至金門，受到中華民國政府禮遇，成為「反共義士」，並獲邀在該年雙十國慶上致詞。來台灣後就讀於台中一中、台灣大學電機系，約於1975年畢業，並接受蔣經國總統的召見表揚。後到美國進修獲得辛辛那堤大學電腦工程學博士，成為電腦工程師。曾擔任昇陽遠東事務副總裁、開辦伺服器公司，現已退休，居住在美國加州矽谷。
1979年鄧小平訪問美國時，曾為其擔任翻譯。
1972年出版英文著作文革紀實長篇小說《天讎──一個中國青年的自述》（The Revenge of Heaven: Journal of a Young Chinese），以自己是「廈門第八中學」紅衛兵頭頭角度親身經歷寫出，美國紐約時報曾經專刊書評，後譯成中文，聲名大噪。2016年重新將把書以中文出版，並更名為《從前從前有個紅衛兵》(台灣大塊文化出版 ISBN：978-986-213-675-1) 
在書中，回顧在擔當紅衛兵時期，進行的批鬥過程，包括強迫師長、教授等食土、糞便等殘酷行為表示懺悔。